# لاتوریچا
لاتوریچا (به انگلیسی: Latorica) رودخانه‌ای به‌طول ۱۸۸ کیلومتر است که در اوکراین، اسلواکی جریان دارد.